# Christine Tamnga
Christine Tamnga est une athlète française, né à Paris le 3 août 1974, adepte de la course d'ultrafond et deux fois championne de France des 24 heures en 2012 et 2013.

## Biographie
Christine Tamnga devient championne de France des 24 heures de Vierzon en 2012 et de Grenoble en 2013,. Elle est également sélectionnée pour les championnats du monde et d'Europe des 24 heures de Steembergen en 2013 et de Turin en 2015.

## Records personnels
Statistiques de Christine Tamnga d'après la Fédération française d'athlétisme (FFA) et la Deutsche Ultramarathon-Vereinigung (DUV) :
- 10 km route : 43 min 22 s en 2009
- 15 km route : 1 h 8 min 17 s en 2011
- Semi-marathon : 1 h 37 min 12 s en 2016
- Marathon : 3 h 33 min 16 s au marathon d'Orléans en 2011[7]
- 50 km route : 5 h 3 min 44 s aux 24 h de Saint-Fons en 2012 (50 km split)
- 100 km route : 9 h 15 min 46 s aux 100 km du Périgord noir, Belvès en 2014
- 6 heures route : 64,372 km aux 6 h de La Gorgue en 2014
- 12 heures route : 113,000 km aux 24 h de Saint Fons en 2012 en 2012 (12 h split)
- 24 heures route : 220,722 km aux championnats de France des 24 h de Grenoble en 2013